# Freyung
Freyung este un oraș din Bavaria Inferioară, landul Bavaria, Germania.

## Personalități
- Severin Freund (n. 1988), campion mondial la sărituri cu schiurile